# Вердеђа (Империја)
Вердеђа је насеље у Италији у округу Империја, региону Лигурија.
Према процени из 2011. у насељу је живело 15 становника. Насеље се налази на надморској висини од 1091 м.